# Marquam, Oregon
Marquam là một cộng đồng chưa hợp nhất trong Quận Clackamas, Oregon, Hoa Kỳ. Nó nằm dọc theo Xa lộ Oregon 213 giữa thành phố Molalla và Silverton nơi Đường S. Kropf và Đường S. Nowlens Bridge cắt ngang Xa lộ Oregon 213.  Scotts Mills nằm khoảng 2 dặm Anh về phía bắc.  Marquam được đặt tên theo tên của người định cư tiên phong Alfred Marquam. Ông đến Oregon từ Maryland qua ngã Missouri vào năm 1845. Ông khai khẩn được khoảng 640 mẫu Anh đất hoang và sau đó ông xây ngôi nhà và kho hàng đầu tiên tại thị trấn. Năm 1889 bưu điện Marquam được thiết lập và được đặt tên là Alfred Marquam. Ông cũng là bưu điện trưởng đầu tiên khu vực này.